# Fotboll vid Stillahavsspelen
Fotboll vid Stillahavsspelen har spelats sedan 1963 och var fjärde år sedan 1971, bortsett från 1999 då ingen fotbollsturnering hölls. 2003 introducerades damturneringen. 2015 blev herrturneringen en U23-tävling.

## Slutställning

### Herrar
| År   | Värdnation         | Final              | Final          | Final              | Match om tredjepris | Match om tredjepris | Match om tredjepris |
| År   | Värdnation         | Vinnare            | Resultat       | Tvåa               | Trea                | Resultat            | Fyra                |
| ---- | ------------------ | ------------------ | -------------- | ------------------ | ------------------- | ------------------- | ------------------- |
| 1963 | Fiji               | Nya Kaledonien     | 8–2            | Fiji               | Franska Polynesien  | 18–00               | Salomonöarna        |
| 1966 | Nya Kaledonien     | Franska Polynesien | 2–0            | Nya Kaledonien     | Nya Hebriderna      | 5–2                 | Papua Nya Guinea    |
| 1969 | Papua Nya Guinea   | Nya Kaledonien     | 2–1            | Franska Polynesien | Papua Nya Guinea    | 2–1                 | Fiji                |
| 1971 | Franska Polynesien | Nya Kaledonien     | 7–1            | Nya Hebriderna     | Franska Polynesien  | 8–1                 | Papua Nya Guinea    |
| 1975 | Guam               | Franska Polynesien | 2–1            | Nya Kaledonien     | Salomonöarna        | 3–2                 | Fiji                |
| 1979 | Fiji               | Franska Polynesien | 3–0            | Fiji               | Salomonöarna        | 3–1                 | Nya Kaledonien      |
| 1983 | Västra Samoa       | Franska Polynesien | 1–0            | Fiji               | Nya Kaledonien      | 2–1                 | Papua Nya Guinea    |
| 1987 | Nya Kaledonien     | Nya Kaledonien     | 1–0            | Franska Polynesien | Papua Nya Guinea    | 3–1                 | Vanuatu             |
| 1991 | Papua Nya Guinea   | Fiji               | 00001–1 (str.) | Salomonöarna       | Nya Kaledonien      | 3–1                 | Vanuatu             |
| 1995 | Franska Polynesien | Franska Polynesien | 2–0            | Salomonöarna       | Fiji                | 3–0                 | Vanuatu             |
| 2003 | Fiji               | Fiji               | 2–0            | Nya Kaledonien     | Vanuatu             | 1–0                 | Franska Polynesien  |
| 2007 | Samoa              | Nya Kaledonien     | 1–0            | Fiji               | Vanuatu             | 2–0                 | Salomonöarna        |
| 2011 | Nya Kaledonien     | Nya Kaledonien     | 2–0            | Salomonöarna       | Franska Polynesien  | 2–1                 | Fiji                |
| 2015 | Papua Nya Guinea   | Nya Kaledonien     | 2–0            | Franska Polynesien | Papua Nya Guinea    | 2–1                 | Fiji                |
| 2019 | Samoa              | Nya Zeeland U23    | 2–1            | Nya Kaledonien     | Fiji                | 1–1 (4–2 str.)      | Papua Nya Guinea    |
| 2023 | Salomonöarna       | Nya Kaledonien     | 2–2 (7–6 str.) | Salomonöarna       | Fiji                | 4–2                 | Vanuatu             |

### Damer
| År   | Värdnation       | Final            | Final     | Final          | Match om tredjepris | Match om tredjepris | Match om tredjepris |
| År   | Värdnation       | Vinnare          | Resultat  | Tvåa           | Trea                | Resultat            | Fyra                |
| ---- | ---------------- | ---------------- | --------- | -------------- | ------------------- | ------------------- | ------------------- |
| 2003 | Fiji             | Papua Nya Guinea | Gruppspel | Guam           | Tonga               | Gruppspel           | Franska Polynesien  |
| 2007 | Samoa            | Papua Nya Guinea | 3–1       | Tonga          | Fiji                | 1–0                 | Franska Polynesien  |
| 2011 | Nya Kaledonien   | Papua Nya Guinea | 2–1       | Nya Kaledonien | Fiji                | 1–0                 | Tonga               |
| 2015 | Papua Nya Guinea | Papua Nya Guinea | 1–0       | Nya Kaledonien | Cooköarna           | 2–0                 | Samoa               |
| 2019 | Samoa            | Papua Nya Guinea | 3–1       | Samoa          | Fiji                | 3–1                 | Cooköarna           |
| 2023 | Salomonöarna     | Papua Nya Guinea | 4–1       | Fiji           | Nya Kaledonien      | 3–1                 | Samoa               |